# 別爾季切夫車站
別爾季切夫（羅馬化：Berdychiv）是位於烏克蘭日托米爾州别尔季切夫的一座鐵路車站，於1870年啟用。車站於1944年3月21日遭到德軍空襲並被摧毀，現在的車站重建於1955年12月。